# Donald Prell

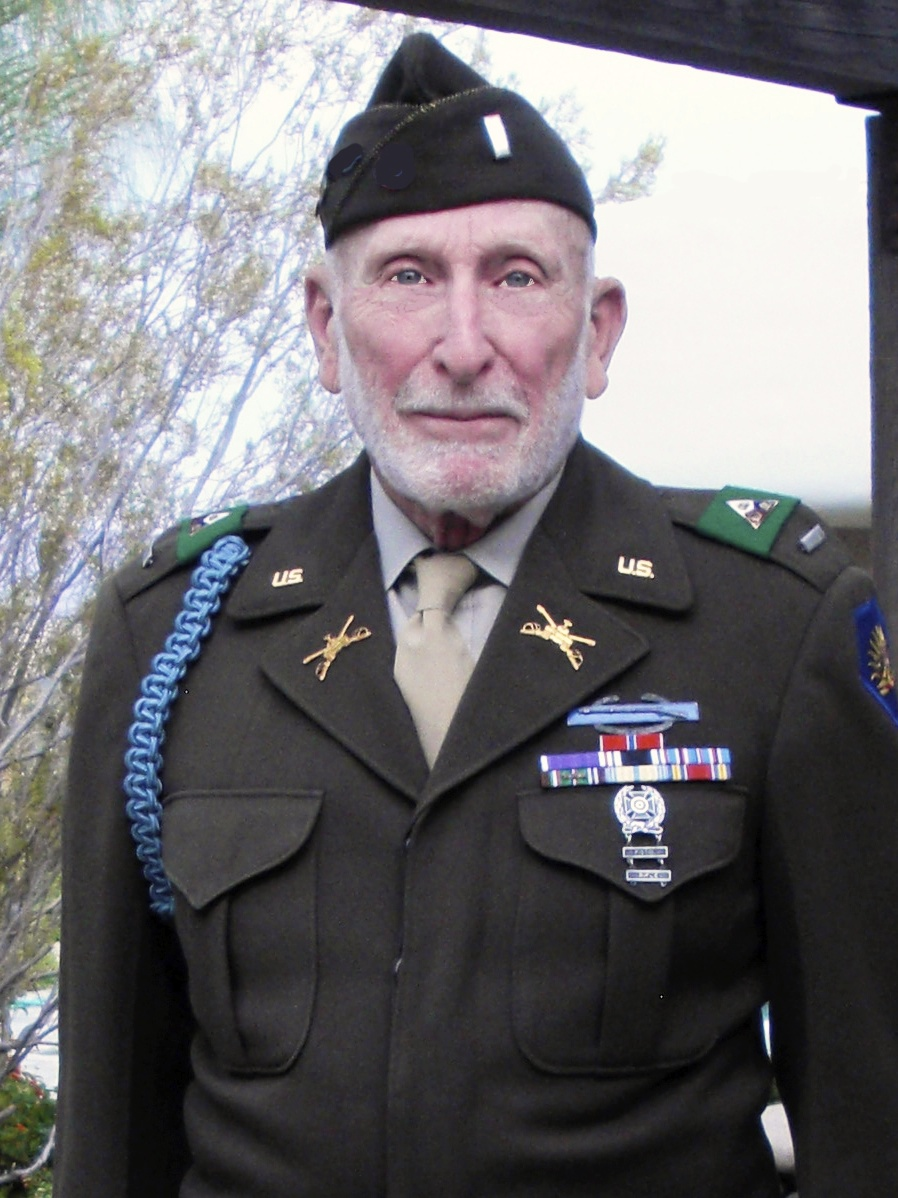
Donald Prell vestindo seu uniforme do Exército da Segunda Guerra Mundial em 2009

Donald B. Prell (7 de julho de 1924) é um capitalista de risco, autor e futurista que criou a Datamation, primeira revista dedicada exclusivamente à indústria de hardware e software.

## Vida pregressa
Prell nasceu em Los Angeles, Califórnia, e se formou na Los Angeles High School no verão de 1942. No final de seu segundo ano na UCLA, ele se alistou no Exército dos EUA. Em 1944, aos 19 anos, ele se formou na Officer Candidate School (Exército dos EUA), Fort. Benning, na Geórgia, e foi contratado um segundo tenente, infantaria. Servindo no Teatro Europeu de Operações, no comando do segundo pelotão da Anti-Tank Company, 422º Regimento, 106ª Divisão, durante a Batalha de Bulge, em dezembro de 1944, ele foi ferido e capturado. Em março de 1945, ele foi libertado pela Força-Tarefa Baum durante seu "Raid" em Oflag XIII-B (que o general George S. Patton Jr. relatou como o único erro que ele cometeu durante a Segunda Guerra Mundial). A liberdade de Prell durou apenas alguns dias, pois ele foi recapturado depois de tentar localizar forças amigas. Um mês depois, ele escapou de um campo de prisioneiros de guerra ao sul de Nuremberg e encontrou seu caminho para a liberdade. Capturado ao mesmo tempo que Prell, foi Richard Bordeaux Parker, que comandou o primeiro pelotão da Anti-Tank Company.

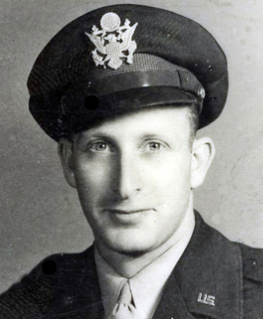
Tenente Donald Prell, 1946.

Após a guerra, ele retomou os estudos de graduação na UCLA e se formou em 1948. Enquanto estava na UCLA, ele era um membro ativo do Comitê de Veteranos Americanos. Prell era Ph.D. candidato em psicologia pela equipe de pesquisa de programa de Hans Eysenck na Universidade de Londres de 1948 a 1951. Foi aqui que ele aprendeu a usar as máquinas de tabulação de cartões perfurados da Hollerith, precursora dos computadores digitais atuais.

## Casamento e família
Em 1960, ele se casou com Elizabeth (Bette) Howe, romancista e editora assistente da Revista Datamation. Eles têm dois filhos: Owen Trelawny Prell e Erin Teleri Prell.

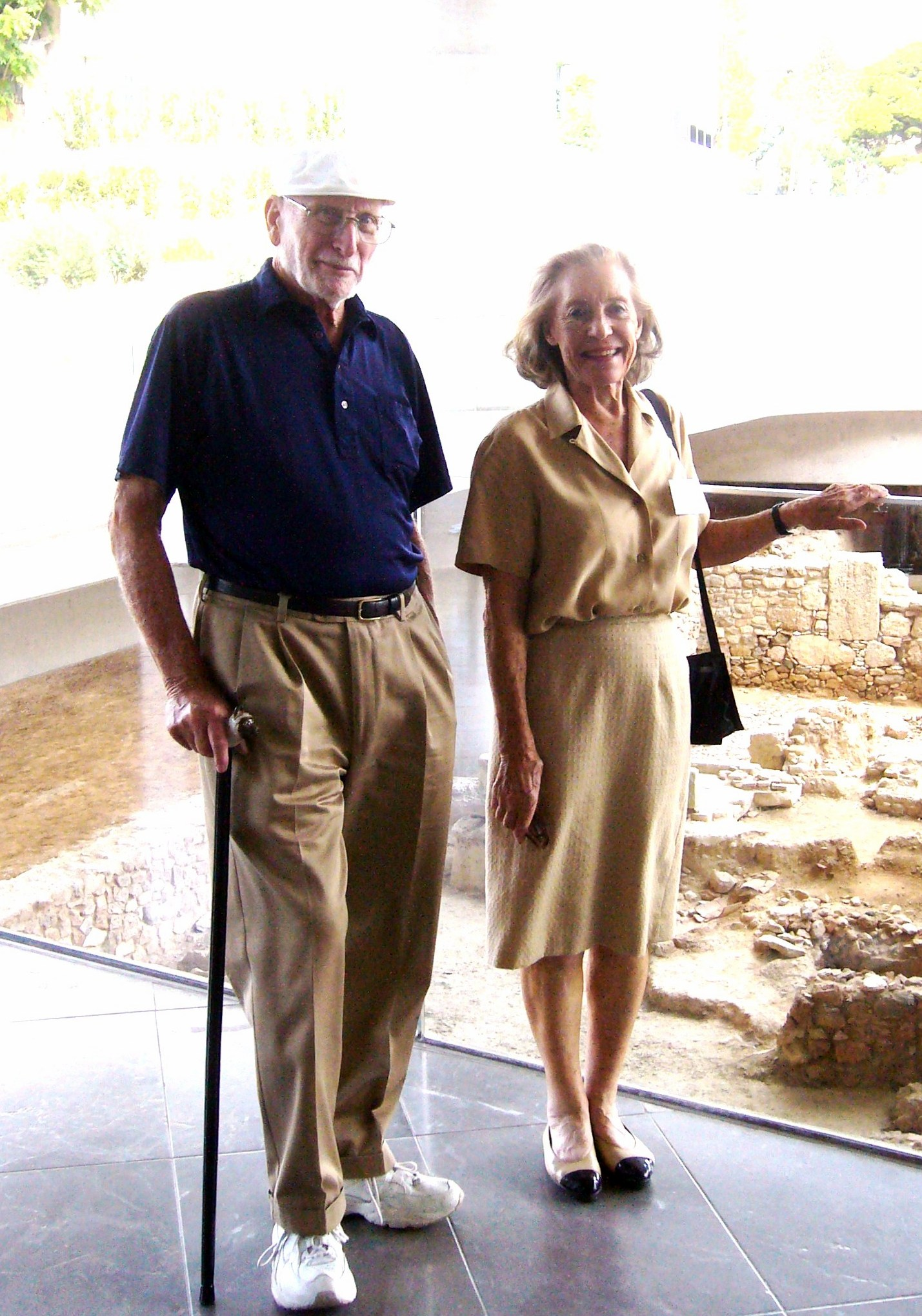
Donald e Bette Prell, Atenas 2014

## Carreira profissional
Nos anos 50, Prell trabalhou com o futurista da Rand Corporation, Herman Kahn, que mais tarde fundou o Instituto Hudson em Nova York. Enquanto estudava na Universidade de Londres (1948–1950), ele trabalhou como psicólogo no West Park Hospital, Epsom, Surrey, (Reino Unido). Na década de 1950, ele esteve associado a muitos dos os primeiros projetistas de dispositivos de entrada e saída de computador de alta velocidade, conversores analógicos para digitais e plotadores de exibição digital, inclusive trabalhando com Bernard Benson da Benson-Lehner Corporation. Em 1957, trabalhando com a Thompson Publications, ele criou a Datamation, a primeira revista dedicada exclusivamente à emergente indústria de processamento de dados de computadores. Em 1961, ele foi presidente e o principal acionista da Electro Radiation, Inc, uma empresa de Santa Monica, Califórnia, especializada em eletrônica molecular e eletroluminescência. Mais tarde, ele fundou e atuou como presidente de duas empresas de capital de risco: 1967, Union Ventures (uma subsidiária do Union Bank N.A.) e, em 1980, Imperial Ventures (uma subsidiária do Imperial Bank da Califórnia). Durante sua associação com o Union Bank, ele foi responsável pela produção do primeiro e único plano estratégico de 30 anos do banco.

## Outros interesses
Ao longo de sua carreira, Prell buscou interesses de longa data em Edward John Trelawny, romancista e amigo de Percy Bysshe Shelley e Lord Byron, e Pierre Laval, primeiro ministro da França na década de 1930 e novamente durante a era de Vichy. No curso da pesquisa de Prell, ele escreveu quatro artigos de periódicos e seis livros e desenvolveu extensas coleções de material de Trelawny e Laval. Esses materiais de pesquisa foram doados a duas bibliotecas do sul da Califórnia:
- A Coleção Edward John Trelawny, incluindo um dos cadernos originais de Edward Ellerker Williams, um associado de Shelley, está nas Coleções Especiais da Honnold / Mudd Library, Claremont Colleges, Claremont, Califórnia.[13][14]
- A coleção Pierre Laval reside em coleções especiais das bibliotecas da UCR, Universidade da Califórnia, Riverside, Riverside, Califórnia.[15]

Prell recebeu o prêmio UCLA University Service Award em 1977.

## Publicações
- The Inheritance of Neuroticism: An Experimental Study, Hans. J. Eysenck e Donald B. Prell, The Journal of Mental Health, Volume XCVII,  julho de 1951, pp. 441–465
- Economic study of the Seychelles Islands, D. B. Prell. 1965,[17]
- The Sinking of the Don Juan Revisited, Donald B. Prell, Keats-Shelley Journal, Volume LVI, 2007, pp. 136–154
- Discovering Byron’s Boat (the Bolivar), Donald Prell, The Byron Journal, Volume 35, No.1, 2007, pp. 53–59
- The Untold Story of the Survival of the Penn Central Company, Donald B. Prell, Strand Publishing, 2003  Open Library
- Trelawny, Fact or Fiction, Donald B. Prell, Strand Publishing, 2008,[18]
- Sailing With Byron from Genoa to Cephalonia, Donald B. Prell, Strand Publishing, 2009  Open Library
- Lord Byron --- Coincidence or Destiny, Donald B. Prell, Strand Publishing, 2009  Open Library
- Biography of Captain Daniel Roberts, Donald B. Prell, Strand Publishing, 2010  Open Library
- Karl Nolde, An Artist's Life, Donald B. Prell, Strand Publishing, 2015 Open Library